# Modellazione causale dinamica

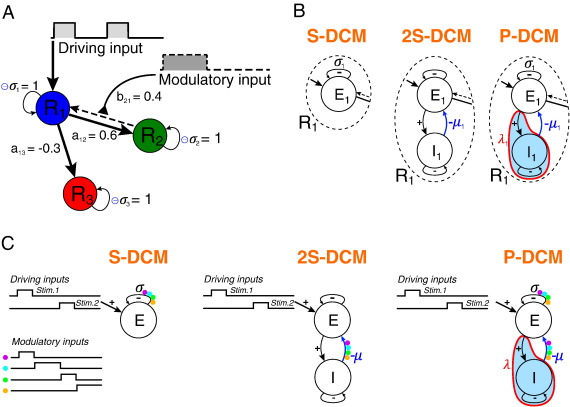
Esempio di rete neurale con stimata causità

La modellazione causale dinamica - in Inglese dynamic causal modeling (DCM)- è un approccio utilizzato in neuroscienze per comprendere e modellare l'attività cerebrale, nello specifico relativamente alla connettivita’ effettiva. Si concentra sullo studio delle interazioni tra diverse regioni cerebrali e mira a comprendere come queste interazioni causino l'attività neuronale osservata. Questa tecnica è stata introdotta dal neuroscenziato britannico Karl J. Friston.
In pratica, utilizza il confronto di modelli Bayesiani ed equazioni differenziali stocastiche per testare ipotesi di dinamiche cerebrali
In questo contesto, le equazioni differenziali descrivono l'interazione di popolazioni neurali che, direttamente o indirettamente,  prendono in considerazione tramite inferenza bayesiana dati di neuroimmagine funzionale, ad esempio, risonanza magnetica funzionale (in Inglese functional magnetic resonance imaging fMRI), magnetoencefalografia (MEG), l'elettroencefalografia (EEG)  e la quasi-infrarosso spettroscopia funzionale  (in Inglese Functional Near-Infrared Spectroscopy (fNIRS)).
Queste techniche di base sono usate per descrivere la connettività funzionale. Tramite il DCM ipotesi di causalitá sono utilizzate partendo da questi dati funzionali.

## Procedura
Le ipotesi di causalitá stimano l'accoppiamento tra le regioni cerebrali, per esempio l’attivitá cerebrale in una regione causa successivamente attività in un’altra area. Per procedere con questo test d’ipotesi, un modello generativo deve descrivere attività neurale in base a risposte misurate. Il confronto Bayesiano dei modelli viene utilizzato per confrontare i modelli in base alle loro evidenze, che possono quindi essere caratterizzate in termini di parametri.
Gli studi di DCM prevedono tipicamente le seguenti fasi:
1. Disegno sperimentale dove si formulano ipotesi specifiche e si conduce un esperimento.
2. Preparazione dei dati. I dati acquisiti vengono pre-elaborati (ad esempio, per selezionare le caratteristiche rilevanti dei dati e rimuovere i fattori confondenti).
3. Specificazione del modello. Per ogni set di dati vengono specificati uno o più modelli previsionali (DCM).
4. Stima del modello. I modelli vengono adattati ai dati per determinarne l'evidenza e i parametri.
5. Confronto dei modelli. L'evidenza di ciascun modello viene utilizzata per il confronto Bayesiano dei modelli (a livello di singolo soggetto o di gruppo) per selezionare il modello o i modelli migliori. La media Bayesiana dei modelli (BMA) viene utilizzata per calcolare una media ponderata delle stime dei parametri tra i diversi modelli.

Tutti i modelli in DCM hanno la seguente forma di base:
{\displaystyle {\begin{aligned}{\dot {z}}&=f(z,u,\theta ^{(n)})\\{\dot {y}}&=g(z,\theta ^{(h)})+\epsilon \end{aligned}}}
La prima uguaglianza descrive la variazione dell'attività neurale {\displaystyle z} rispetto al tempo (cioè {\displaystyle {\dot {z}}}), che non può essere osservata direttamente utilizzando modalità di imaging funzionale non invasive. L'evoluzione dell'attività neurale nel tempo è controllata da una funzione neurale {\displaystyle f} con parametri {\displaystyle \theta ^{(n)}} e input sperimentali {\displaystyle u}. L'attività neurale causa a sua volta le serie temporali {\displaystyle y} (seconda uguaglianza), che sono generate da una funzione di osservazione {\displaystyle g} con parametri {\displaystyle \theta ^{(h)}}. Il rumore di osservazione additivo {\displaystyle \epsilon } completa il modello di osservazione. Di solito, i parametri neurali {\displaystyle \theta ^{(n)}} sono di interesse fondamentale, in quanto rappresentano, ad esempio, le forze di connessione che possono cambiare in diverse condizioni sperimentali.
La specificazione di un DCM richiede la selezione di un modello neurale {\displaystyle f} e di un modello di osservazione {\displaystyle g} e l'impostazione di appropriate probabilità di priorità sui parametri; ad esempio, la selezione di quali connessioni devono essere attivate o disattivate.
Gli studi di neuroimmagine studiano tipicamente effetti che si conservano a livello di gruppo o che differiscono tra i soggetti. Esistono due approcci predominanti per l'analisi a livello di gruppo: la selezione di modelli Bayesiani a effetti casuali (BMS) e Parametric Empirical Bayes (PEB). La BMS a effetti casuali presuppone che i soggetti differiscano in termini di quale modello ha generato i loro dati - ad esempio, estraendo un soggetto a caso dalla popolazione, potrebbe esserci un 25% di probabilità che il suo cervello sia strutturato come il modello 1 e un 75% di probabilità che sia strutturato come il modello 2. La pipeline di analisi per la procedura di approccio BMS segue una serie di fasi:
1. Specificare e stimare più DCM per soggetto, dove ogni DCM (o insieme di DCM) incarna un'ipotesi.
2. Eseguire un BMS a effetti casuali per stimare la proporzione di soggetti i cui dati sono stati generati da ciascun modello.
3. Calcolare la media dei parametri di connettività tra i modelli utilizzando il Bayesian Model Averaging. Questa media è ponderata in base alla probabilità posteriore di ciascun modello, il che significa che i modelli con maggiore probabilità contribuiscono maggiormente alla media rispetto ai modelli con minore probabilità.

## Limitazioni e svantaggi
Il DCM è un approccio guidato da ipotesi per studiare le interazioni tra regioni di interesse predefinite. Non è ideale per le analisi esplorative. Sebbene siano stati implementati metodi per la ricerca automatica di modelli ridotti (riduzione Bayesiana del modello)  e per la modellazione di reti cerebrali su larga scala,  questi metodi richiedono una specificazione esplicita dello spazio del modello. In pratica, non é un approccio consigliato se si vuole esplorare l'intera connettività cerebrale ad alta risoluzione, cioè considerando tutti i nodi/aree del cervello altre tecniche si sono dimostrate più appropriate, come la causalità di Granger applicata al connettoma. 
Quest'approccio è stato usato diversi studiosi da Anil Seth nella sua formulazione originale, a Daniele Marinazzo con la causalità di Granger non-lineare
ed Alessandro Crimi con la causalità vincolata strutturalmente.
Inoltre, i metodi Bayesiani variazionali utilizzati per la stima del modello nella DCM si basano sull'ipotesi di Laplace, che tratta il posteriore dei parametri come gaussiano. Questa approssimazione può fallire nel contesto di modelli altamente non lineari, dove i minimi locali possono precludere all'energia libera la possibilità di fungere da limite stretto per l'evidenza del modello log. Gli approcci di campionomento forniscono il gold standard; tuttavia, richiedono molto tempo e sono stati tipicamente utilizzati per convalidare le approssimazioni variazionali in DCM.

## Implementazioni software
Il DCM è implementato nel toolbox mappatura statistica parametrica, che funge da implementazione canonica o di riferimento (http://www.fil.ion.ucl.ac.uk/spm/software/spm12/). È stato reimplementato e sviluppato nel toolbox VBA (https://mbb-team.github.io/VBA-toolbox/). Tutte queste implementazioni possono funzionare in Matlab. 
Nonostante, alcune implementazioni in Python sono state proposte, nessuna di esse è facilmente accessibile o funzionale, o é soltanto un wrap delle implementazioni in Matlab, ed una libreria maggiormente sviluppata manca allo stato attuale.